# 라우리 레흐티넨 (육상 선수)
라우리 알렉산테리 레흐티넨(핀란드어: Lauri Aleksanteri Lehtinen, 1908년 8월 10일 ~ 1973년 12월 4일)은 핀란드의 장거리달리기 선수로 1932년 로스앤젤레스 올림픽 5000m 금메달리스트이다.
포르보에서 태어난 레흐티넨은 올림픽이 열리기 1달 전에 5000m에서 14분 17.0초의 세계 신기록을 세워 올림픽 5000m 타이틀에 주요 우승 후보가 된다. 결승전에서 동료 선수 라우리 비르타넨이 초반을 이끌었다. 그들은 미국의 랠프 힐을 제외한 다른 선수들을 따돌리는 데 처리하였다. 곧 경주는 레흐티넨과 힐 사이의 전투로 들어갔다. 마지막 바퀴에서 힐은 레티넨을 앞서려고 하였다. 이것을 보면서 이 핀란드 선수가 관중들의 위대한 격노에 상대를 향하여 지그재그 형성으로 힐의 길을 막았다. 결선에서 레흐티넨이 50cm 앞서 먼저 지나갔다. 이 일이 유럽에서 공통적 전술에 불구하고, 미국 관중들이 익숙하지 못하여 야유하였다. 힐은 항의에 제출하는 데 거부하였다. 둘다 14분 30.0초의 동일한 기록을 세웠다. 이 일은 2명의 완료 선수들이 동일한 기록을 세운 단 하나의 200m 이상의 올림픽 경주였다.
1936년 베를린 올림픽에서 동료 선수 군나르 회케르트에 밀려 2위를 하면서 자신의 타이틀을 유지하지 못하였다.
1940년 레흐테넨은 카렐리야 지협에 수훈과 복무한 군인에게 자신의 금메달을 봉납하였다.
그의 고향에 있는 케르코 마을에는 그의 이름을 딴 "라우리 레흐티넨 티에"라는 도로가 있다.